# Krásná Lípa
Krásná Lípa (in tedesco Schönlinde) è una città della Repubblica Ceca facente parte del distretto di Děčín, nella regione di Ústí nad Labem.